# Croce al merito per la prodezza
La Croce al merito per la prodezza (in polacco: Krzyż Zasługi za Dzielność) è un'onorificenza statale polacca istituita il 7 marzo 1928 dalla Repubblica Polacca.